# سبل الهدى والرشاد في سيرة خير العباد (كتاب)
سبل الهدى والرشاد في سيرة خير العباد هو كتاب في السيرة النبوية، من تصنيف الإمام محمد بن يوسف الصالحي الشامي (المتوفى سنة: 942هـ) ، وقد طبع حديثاً في ثلاثة عشر جزءاً، تشتمل على نحو ألف باب.

## أهميته
يعتبر الكتاب من أضخم ما ألف في السيرة، فهو يعد موسوعة بكل ما تعنيه الكلمة، وقد أراد منه مؤلفه أن يستوعب فيه كل ما سبقه من مصنفات السيرة، حيث يقول في مقدمته للكتاب: «فهذا كتاب اقتضبته من أكثر من ثلاثمائة كتاب»، وقد حرص على توخي الدقة والصواب فيه، حيث يقول: " وتحرّيت فيه الصّواب، ذكرت فيه قطرات من بحار فضائل سيدنا رسول الله ﷺ من مبدأ خلقه قبل خلق سيدنا آدم ﷺ وأعلام نبوّته وشمائله وسيرته وأفعاله وأحواله وتقلّباته، إلى أن نقله الله- تعالى- إلى أعلى جنّاته، وما أعدّه له فيها من الإنعام والتعظيم، عليه من الله أفضل الصّلاة وأزكى التّسليم"، وقال «ولم أذكر فيه شيئاً من الأحاديث موضوعا، وختمت كلّ باب بأيضاًح ما أشكل فيه، وبعض ما اشتمل عليه من النّفائس المستجادات، مع بيان غريب الألفاظ وضبط المشكلات، والجمع بين الأحاديث التي يظن بها أنّها من المتناقضات».
قال العلامة الكتاني في الرسالة المستطرفة حول كتاب سبل الهدى والرشاد: «وهي من أحسن كتب المتأخرين في السيرة النبوية وأبسطها، انتخبها من أكثر من ثلاثمائة كتاب، وتحرى فيها الصواب، وأتى فيها من الفوائد بالعجب العجاب، وقد زادت أبوابه على سبعمائة، وختم كل باب بإيضاح ما أشكل فيه، مع بيان غرائب الألفاظ، وضبط المشكل».